# Luis Felipe Arias
Luis Felipe Arias (* 3. August 1876 in Guatemala-Stadt; † 23. März 1908) war ein guatemaltekischer Pianist und Komponist.

## Leben
In seiner Kindheit hatte er bei Leopoldo Cantilena im Konservatorium in Guatemala-Stadt Klavierunterricht. Ein Stipendium, welches er mit Hilfe des italienischen Dirigenten Giovanni Aberle erwarb, machte ihm das Musikstudium in Italien möglich. Dort studierte er nicht nur Klavier, sondern auch Komposition. Nach seiner Rückkehr nach Guatemala wurde er rasch durch seine außerordentlichen Konzerte und Klavierabende bekannt, in welchen er Werke von Beethoven, Chopin und Liszt vortrug, die in seinem Land niemals zu Gehör gekommen waren. Auf seinen Programmen standen oft auch seine eigenen Kompositionen und Improvisationen, mit denen er das Publikum in Staunen versetzte. 
Im Alter von nur 25 Jahren wurde er 1901 zum Professor und Direktor des Konservatoriums berufen. Unter seinen Schülern waren spátere Klaviervirtuosen, Dirigenten und Komponisten wie Rafael A. Castillo Orantes, Manuel Martínez-Sobral, J. Alberto Mendoza, Fabián Rodríguez, Rafael Vásquez und Alfredo Wyld. Obwohl die Zahl seiner erhaltenen Kompositionen nicht umfangreich ist,  genoss er als Komponist hohes Ansehen. 1904 und 1905 bekam er Staatspreise für seinen Konzertwalzer für Klavier, das Orchesterwerk Morisca und die Hymne an die römische Göttin Minerva, Himno a Minerva.
Der Grund für seine Ermordung 1908 auf einer nächtlichen Straße in Guatemala-Stadt ist niemals geklärt worden.

## Ausgewählte Werke
- Vals de concierto, für Klavier (1904)
- Página gris, für Klavier
- Himno a Minerva, für Chor und Militärkapelle (1905)
- Morisca, für Orchester (1905)